# O Corcunda de Notre Dame (1996)
The Hunchback of Notre Dame (bra/prt: O Corcunda de Notre Dame) é um filme americano de animação de 1996, produzido pela Walt Disney Feature Animation e distribuído pela Walt Disney Pictures, inspirado no livro de mesmo nome do autor Victor Hugo. É o trigésimo-quarto filme de animação dos estúdios Disney, e a trama gira em torno de Quasimodo, o sineiro deformado de Notre Dame e sua luta para ganhar aceitação na sociedade.
Dirigido por Kirk Wise e Gary Trousdale e produzido por Don Hahn, o elenco de vozes originais apresenta Tom Hulce, Demi Moore, Tony Jay, Kevin Kline, Paul Kandel, Jason Alexander, Charles Kimbrough, David Ogden Stiers, e Mary Wickes em seu último filme. Produzido durante um período conhecido como o Renascimento da Disney, o filme é considerado uma das animações mais sombrias da Disney, por sua narrativa explorar temas maduros como o infanticídio, a luxúria, a condenação, genocídio e o pecado, apesar das mudanças feitas a partir do material original a fim de assegurar uma classificação G recebida pela MPAA. A trilha sonora foi escrita por Alan Menken, e as canções tiveram música de Menken e letras de Stephen Schwartz, a quem Menken havia colaborado em Pocahontas, lançado no ano anterior.
O Corcunda de Notre Dame foi lançado em 21 de junho de 1996, e recebeu em grande parte críticas positivas e foi um sucesso comercial, faturando mais de $ 325.000.000 em todo o mundo e tornando-se a quinta maior bilheteria de 1996.O filme recebeu indicações ao Oscar e ao Globo de Ouro de melhor trilha sonora original. A adaptação para os palcos foi mais gótica do que o filme, sendo reescrita e dirigida por James Lapine e produzido pela Walt Disney Theatrical em Berlim, com o título de Der Glöckner von Notre Dame, ficando em cartaz entre 1999 e 2002. O musical alemão ganhou uma versão americana que está sendo planejada para a Broadway. Uma sequência diretamente em vídeo, O Corcunda de Notre Dame II, foi lançada em 2002.
Em 2019, a Disney anunciou que iria fazer um remake do filme em live action. Mas em 2023, esse projeto foi cancelado.

## Sinopse
O começo do filme, que se passa vinte anos antes do tempo presente do mesmo, é contado pelo artista cigano Clopin. Tudo começa em Paris, em 1482, quando quatro ciganos são barrados ao tentar entrar na cidade pelo Ministro da Justiça, Claude Frollo, que nutre ódio por esse povo. Três dos ciganos são presos, mas a outra, que possui um embrulho entre os braços foge. Frollo persegue-a montado a cavalo até à Catedral, julgando que o que ela tem em mãos são objetos roubados. A cigana clama ao santuário desesperadamente, até que Frollo tenta tirar-lhe o embrulho, dando-lhe um pontapé violento, o que a mata. Já com o embrulho nas mãos, Frollo apercebe-se de que é um bebê, mas depois de o desenrolar, vendo uma criança desformada, considera-a um monstro, e dirige-se a um poço, com intenção de o largar. Mas é detido pelo arquidiácono, que o faz perceber as suas atrocidades já cometidas, dando-lhe esperança de reparar seus erros, cuidando da criança, como sua. Frollo concorda, desde que a dita fique escondida da população de Paris a viver no campanário. E batiza-a de Quasimodo, que é descrito pelo próprio Clopin como um «nome meio deformado».
Vinte anos depois, Quasímodo é um homem marginalizado, feio e corcunda, que vive trancado no campanário da Catedral, tocando os sinos na companhia de apenas três gárgulas — Victor, Hugo, e Laverne. Somente Quasímodo sabe que as três gárgulas possuem vida própria, pois só revelam isso na presença do mesmo ou quando sozinhos, permanecendo como estátuas de pedra nas demais situações. Instigado por eles, Quasímodo aventura-se ao aproveitar-se da ausência de Frollo e sai da catedral para participar no "Festival dos Tolos" (ou no Festival dos Bobos, na versão portuguesa), a maior festa do ano realizada em frente à catedral francesa, apesar de Frollo o proibir de sair, dizendo que é para o seu próprio bem. Durante a festa, num concurso para designar a cara mais feia de Paris, Quasímodo vence, e é proclamado rei do festival, mas depois é gozado e torturado pela multidão influenciada pelos soldados a mando de Frollo, já que este não toma nenhuma responsabilidade pela desobediência por Quasímodo, que acaba por ser apenas defendido por Esmeralda, uma bela cigana que dança para ganhar dinheiro. Ao ajudar Quasímodo, a moça desperta a ira de Frollo, que manda prendê-la. Ela derrota os guardas com o auxílio dos artistas de circo e foge, escondendo-se sob a proteção da Catedral, onde reencontra Quasímodo, que em forma de agradecimento, a ajuda a escapar da Catedral, pois todas as saídas estão vigiadas pelos guardas por ordens de Frollo. Enquanto isso, Febo, um capitão da guarda a serviço de Frollo, deve conduzir os seus soldados para capturar Esmeralda e trazê-la para Frollo, mas o capitão sente-se atraído pela cigana, e então pretende trazê-la pacificadamente.
Quando o juiz (que está obcecado pela cigana) descobre a sua fuga, procura-a por toda a cidade apreendendo todos os ciganos e queimando Paris. Ao perceber as verdadeiras intenções de Frollo, Febo recusa atender às ordens do velho juiz e decide salvar os ciganos ao invés de matá-los. Sentindo-se traído, Frollo ordena que os soldados matem o seu ex-capitão, que, ao tentar fugir no seu cavalo, é atingido por flechas e cai da ponte no rio Sena, fazendo Frollo acreditar temporariamente que o soldado está morto, mas no último instante, após o juiz e seus soldados deixarem o local, Esmeralda consegue salvar Febo, que mesmo muito ferido, ainda está vivo e é levado por ela e outro cigano às pressas para o campanário para ser cuidado por Quasímodo, que o esconde a fim de Frollo não perceber a presença deste, enquanto Esmeralda deixa o local antes de o juiz voltar ao mesmo. Quasímodo, depois de se aperceber de que Esmeralda está em perigo (já que Frollo se dá conta da amizade entre os dois e de que o corcunda deixou a cigana escapar) vai ao seu encontro ao anoitecer, ao esconderijo dos ciganos, a "Corte dos Milagres", juntamente com o agora ex-capitão Febo. Mas ele não sabia que ele estava a ser vigiado por Frollo, que finalmente descobriu o esconderijo dos ciganos, prendendo toda a gente.
Durante a madrugada, Esmeralda é condenada à fogueira pelo crime de feitiçaria. Quasímodo é detido no alto da Catedral, sob correntes. Na praça em frente da catedral, está a cigana, atada a um poste, prestes a morrer incinerada pelas chamas. As gárgulas tentam incentivar o corcunda a dar a volta por cima, ele, porém, dá-se por vencido. Mas quando Esmeralda está prestes a ser queimada, Quasímodo, num ato de raiva, liberta-se das correntes, e desce do ponto mais alto da Catedral até à praça, salvando Esmeralda, e trazendo-a de volta à Catedral, inconsciente, devido à fumaça. Frollo dá então ordem aos seus homens para invadirem Notre-Dame. E nesse momento, Febo, consegue roubar a chave de um dos seus ex-soldados, libertando-se a si e aos ciganos das celas, apelando à multidão para não ficar parada, que responde, atacando o exército de Frollo. Victor, Hugo e Laverne ajudam Quasímodo, atacando os guardas de Frollo de cima da Catedral. No meio da batalha, Frollo consegue entrar pela catedral, encontrando o corcunda num quarto com Esmeralda, acreditando que ela está morta. Frollo finge lamentar-se e diz-lhe que era o seu terrível dever matá-la. Frollo tenta esfaquear Quasímodo, que o derruba e foge com Esmeralda pelas varandas da Catedral, enquanto esta vai despertando do sono. Frollo encontra-os, e apanha Quasímodo com o seu manto, atirando-o da Catedral, mas o Corcunda agarra-se no manto e leva Frollo consigo. Esmeralda agarra Quasímodo, que por sua vez, não deixa Frollo cair, que, balançando-se, se agarra a uma gárgula. Frollo, agora numa posição estratégica em relação a Esmeralda que lhe é favorecedora, tenta trespassá-la com a espada mas a gárgula onde está posicionado acaba por desabar, levando-o juntamente. Frollo acaba por morrer, ao caír num lago de chumbo derretido criado pelo próprio Quasímodo para manter os guardas afastados da igreja.
Esmeralda não consegue segurar a mão de Quasímodo devido ao seu peso, e ele cai também, sendo salvo por Febo que surge na janela de um andar inferior da catedral. O dia amanhece e todos percebem que estão finalmente a salvo e livres das atrocidades do agora falecido Frollo. Quasímodo, mesmo apaixonado por Esmeralda, compreende o amor entre a cigana e Febo. Esmeralda, então, encoraja Quasímodo a sair da Catedral, e ao sair, observado pela imensa multidão, é acariciado por uma criança que depois o abraça, sendo aclamado como herói pela população.

## Personagens
- Quasímodo - Personagem principal da trama. Quasímodo foi acolhido pelo juiz Frollo quando ainda bebé no intuito de que este fosse o seu cuidador. Frollo concordou, mas apenas na condição de que Quasímodo nunca deixasse o campanário. Assim, o garoto cresceu solitário e se tornou um rapaz feioso e corcunda que, por ser proibido de sair da igreja, que era seu lar, se tornara o sineiro da catedral. O próprio corcunda também se comunicava com os sinos como se fossem vivos. Na verdade, os únicos vivos com quem Quasímodo possui amizade são as gárgulas, que geralmente se portam estáticas como estátuas de pedra, mas ganham vida para interagir com Quasímodo e entre si. Além de sineiro, Quasímodo é um exímio trapezista. Vive se dependurando pelas colunas e beirais da catedral, escalando seus muros e saltando sobre as cordas que lhe servem de cipó para se locomover entre lugares distantes. Quasímodo também é um escultor nato. Seu sonho em deixar seu lar para se aventurar pela cidade é a inspiração para que crie maquetes da cidade, inclusive ilustrando os cidadãos da mesma, já que os observa todos os dias.
- Frollo - O Juiz Claude Frollo é o homem incumbido de ser o cuidador do corcunda desde que este era um bebê. Como Frollo assassinou cruelmente a mãe do garoto, ele não teve outra escolha a não ser acolher o mesmo sob as ordens do arquidiácono da catedral, porém Frollo ordenou que o garoto vivesse no campanário e nunca fosse permitido de deixar o local, nem que fosse para dar um passeio. Cruel e impetuoso, Frollo prende Quasímodo a seu lar alegando que é para o seu bem e dizendo que o mundo lá fora é muito cruel, quando na verdade ele faz o corcunda acreditar que é um monstro aterrorizador e perigoso para a humanidade, agindo de forma sutil, porém cruel para com seu criado. Da mesma forma, Frollo é um fanático religioso que acredita ser um homem correto e santo, e também acredita que os ciganos são feiticeiros demoníacos e tem como missão livrar Paris da influência dos mesmos, também por ter preconceito quanto a condição social dos mesmos, tratados por este e pelas autoridades como minoria, por acreditarem que ciganos podem ser ladrões. Por este motivo, Frollo é obcecado pela cigana Esmeralda e deseja matá-la, ao mesmo tempo em que se encanta pela beleza da mesma, desenvolvendo uma espécie de amor platônico pela mesma, tendo como dilema fazer desta sua escrava ou queimá-la.
- Esmeralda - Uma bela cigana que dança por dinheiro. Esmeralda é a grande atração do grande festival dos tolos anual e encanta a multidão com suas roupas e sua bela dança. Apesar de sua beleza, seu carisma e talento, Esmeralda, assim como seu povo, é oprimida pela justiça devido ás condições sociais precárias e á crença de que ciganos são bruxos perigosos. Quando não está mostrando seu talento, Esmeralda está agindo como pedinte, coberta por um pano(aparentemente uma blusa) que esconde sua aparência. Esmeralda está sempre acompanhada de Djali, um filhote de bode que é seu animal de estimação. Ao conhecer Quasímodo, Esmeralda acredita que o rosto deste se trata de uma máscara, e ele não o desmente, mas ao saber toda a história por trás, a cigana acusa Frollo de deixar Quasímodo sofrer da mesma forma que este faz sofrer o seu povo. Com pena do corcunda, Esmeralda busca entendê-lo e logo conhece seus talentos, o que torna os dois bem amigos. Quasímodo, mesmo sendo ordenado por Frollo, ainda assim tenta proteger a cigana dos maus atos do mesmo.
- Febus - O jovem, atraente e valente Capitão da guarda que age sob o comando de Frollo, ordenado para conduzir seus soldados pela cidade na intenção de aprisionar os ciganos. Apesar de receber as ondens do cruel Frollo, Febus faz isso mais por seu serviço à cidade do que pelo contrato com o juiz, já que diferente deste, é um homem correto e de bom coração. Na tentativa de prender Esmeralda em meio ao festival, Febus acaba atraído por ela e pretende persuadi-la pacificamente, ao contrário de seus soldados, que em tom de agressividade querem levar a mesma. De início, Esmeralda parece estranhá-lo, mas ela logo percebe que ele é diferente dos demais militares e que suas intenções não são ruins e ele apenas cumpre ordens. Quando Febus se dá conta das más intenções de Frollo para com os ciganos, ele muda de posição, traindo o juiz e seus soldados e quase morrendo no processo, mas é salvo por Esmeralda, que o leva para ser cuidado por Quasímodo. Não demora muito para que os dois se tornem amigos, apesar de Quasímodo se entristecer quanto ao romance do ex-soldado com Esmeralda(já que o corcunda é apaixonado pela mesma). Em um dado momento, os dois devem agir juntos se quiserem proteger a cigana das garras de Frollo. Febus possui um cavalo chamado Aquiles, tal cavalo foi amestrado pelo mesmo a fim de seguir suas ordens, mas mesmo se mostrando útil, Aquiles ainda consegue gerar situações constrangedoras entre Febus e os demais soldados.
- Clopin - Um típico bobo da corte, este divertido cigano é o mestre de cerimônias do Festival dos Tolos, promovendo todas as danças e espetáculos do mesmo. É ele quem conta a história no começo do filme. Pelo que dá a entender, ele está no tempo em que Quasímodo já é adulto(possivelmente em momentos anteriores ao festival) e conta de quando este era um bebê e fora acolhido por Frollo. Clopin e seu povo são oprimidos por Frollo e os mestres da lei, mas costuma resolver todas as situações com muito bom humor. É ele quem mostra os candidatos para o rei dos tolos e a multidão acaba escolhendo Quasímodo, mas apesar de acreditar a princípio que o corcunda é um homem de bem, ele sabe que o corcunda e Febus são ordenados por Frollo e chega a pensar que os dois são espiões quando a dupla invade seu território, chegando quase a matar os dois, ele apenas não fez isso porque no último instante Esmeralda o impediu e esclareceu tudo.
- Victor - Uma das gárgulas amigas de Quasímodo. Victor tem as feições faciais que lembram um equíno (possivelmente um unicórnio) e é alto e magro. É o mais educado e classudo entre as três gárgulas, agindo como um autêntico cavalheiro, porém sem nunca perder o bom humor típico dele e de seus companheiros.
- Hugo - Outra gárgula. Hugo tem as feições faciais de um javali, e ao contrário de Victor, é baixinho e gordo. Sua personalidade é certamente o oposto de Victor, sendo o típico guloso e bonachão, e sempre com uma boa piada para fazer com a situação ou com o próprio Quasímodo, porém em um tom bastante amigável. Costuma ser bastante repreendido por Laverne devido ao seu comportamento.
- Laverne - A representante feminina das gárgulas amigas de Quasímodo. Laverne tem as feições semelhantes a de um macaco. É a típica senhora idosa cheia de histórias e conselhos para contar a Quasímodo para que ele possa lidar com Frollo e com sua própria vida com mais facilidade. Só é um pouco irritadiça principalmente com os pombos que vivem pousando nela quando ela está parada ou em seu estado de estátua. Costuma admirar o cavalheirismo e a pose de Victor, apontando-o como um bom exemplo a ser seguido.

## Produção
O Corcunda de Notre Dame foi o segundo filme da Disney a ser dirigido por Gary Trousdale e Kirk Wise, depois do grande sucesso de A Bela e a Fera, em 1991. A dupla tinha lido o romance de Victor Hugo e queriam levar a história ao mundo da Disney, mas fizeram grandes modificações para torná-la mais acessível às crianças. Isso incluiu em mudar Frollo de Arcebispo para Ministro, adicionar as gárgulas falantes, deixar Quasímodo e Esmeralda vivos no final e Febo mais amável. O final da animação parece ser mais inspirado pelo libreto da ópera de Victor Hugo baseado em seu próprio livro, em que Esmeralda é salva por Febos no final do drama. Os nomes das gárgulas "Victor" e "Hugo" são homenagens à Victor Hugo.
Os animadores do filme visitaram a Catedral de Notre Dame, em Paris, durante algumas semanas, para fazer pesquisas, fazendo centenas de esboços e tirando centenas de fotografias para serem o mais fiel possível à arquitetura e detalhes.
Alguns do atores que dão a voz ao filme já tinham estado presentes em projetos passados de Trousdale e Wise. Por exemplo, Tony Jay e David Ogden Stiers, as vozes do Juiz Claude Frollo e do Arcebispo, respectivamente, já tinham trabalhado em A Bela e a Fera. Demi Moore foi escolhida para o papel de Esmeralda devido à sua voz, que fugia à regra das vozes dos papéis femininos principais dos filmes da Disney.
Apesar das modificações efetuadas em relação ao romance original, para tentar tornar o filme mais acessível às crianças, o filme contém diversos assuntos maduros como o conceito de Inferno, infanticídio, discriminação, luxúria e religião. As músicas também contêm conteúdo lírico relativamente maduro, como as palavras que introduzem o conceito de sexualidade, bem como a menção frequente da palavra inferno.

### Desenvolvimento
A proposta de adaptar Notre-Dame de Paris para o cinema veio do executivo David Stainton em 1993, que se inspirou em adaptar o romance original de Victor Hugo em um desenho animado após ler a versão da Classics Illustrated. Stainton propôs então a Jeffrey Katzenberg, diretor do estúdio, seguir com a ideia. Após a bem-sucedida direção de Beauty and the Beast, Gary Trousdale resolveu afastar-se temporariamente do cargo de diretor, apesar de investir meses no desenvolvimento do roteiro de The Lion King, após o qual juntou-se a Kirk Wise no desenvolvimento de um filme animado baseado no mito grego de Orfeu e provisoriamente intitulado A Song of the Sea. O filme se passaria no fundo do oceano e em torno das aventuras de uma baleia-jubarte. Ambos, no entanto, não conseguiram alinhar o enredo com as propostas originais de cada um, e foram sumariamente contactados por Katzenberg. "Durante este período", explicou Trousdale, "enquanto trabalhávamos nisto, recebemos uma ligação de Jeffrey. Ele disse: rapazes, esqueçam tudo — estão trabalhando no 'Corcunda' agora." De acordo com Wise, ambos acreditaram que a proposta tinha "um grande potencial...personagens memoráveis, um enredo incrível, visuais fantásticos e muita emoção."
A produção do filme teve início no verão estadunidense de 1993. Em outubro de 1993, os diretores Gary Trousdale e Kirk Wise, o diretor de arte David Goetz, Roy Conli, Ed Ghertner, Will Finn, Alan Menken e Stephen Schwartz passaram dez dias em Paris; durante três dias a equipe visitou a Catedral de Notre-Dame conhecendo locais inacessíveis para o público, como escadarias, passagens, túneis e torres. O grupo também visitou outras localidades históricas citadas no romance de Victor Hugo, como o Palácio da Justiça e a localidade original da "Corte dos Milagres".

### Roteiro
O roteirista Tab Murphy foi contratado para produzir o roteiro principal e desde o início ficou decidido que este seria em torno de Quasímodo, assim como nas produções cinematográficas precedentes. Nos primeiros esboços, Murphy concebeu Quasímodo como um arquétipo de Cyrano de Bergerac entre Febo e Esmeralda, porém esta ideia foi descartada logo após os primeiros testes. Por outro lado, uma história romântica entre Quasímodo e Esmeralda também foi considerada, de acordo com Murphy, porém a equipe considerou adaptar o conceito para um triângulo amoroso não muito claro entre os três protagonistas, trazendo Phebus a um maior destaque no enredo. Alguns personagens do romance original foram inteiramente descartados ao mesmo tempo em que a versão da Disney deu vida às gárgulas da catedral parisiense, acrescentadas ao roteiro pelos diretores e servindo de confidentes ao protagonista. A ideia partiu de uma citação no romance original.

## Música

### Trilha sonora
The Hunchback of Notre Dame: An Original Walt Disney Records Soundtrack é a trilha sonora original do filme, ela foi lançada nos EUA em 3 de Julho de 1996 e foi produzida por Alan Menken, que escreveu a música e Stephen Schwartz, que escreveu as letras.
A canção "Someday" originalmente cantada pela banda All-4-One no lançamento norte-americano, foi regravada para o lançamento da trilha no Reino Unido por Eterno. Luis Miguel gravou uma versão dessa música em espanhol com o título Sueña, essa versão se tornou um grande sucesso na América Latina.
1. "The Bells of Notre Dame" Clopin, Arquidiácono, Frollo e coro
2. "Out There" cantada por  Frollo e Quasímodo
3. "Topsy Turvey" cantada por Clopin e coro
4. "God Help the Outcasts" cantada por Esmeralda
5. "Heaven's Light" cantada por Quasímodo
6. "Hellfire" cantada por Frollo
7. "A Guy Like You" cantada pelas gárgulas
8. "Court of Miracles" cantada por Clopin e ciganos
9. "The Bells of Notre Dame (Reprise)" cantada por Clopin e coro

## Lançamento
O Corcunda de Notre Dame teve sua estreia nos cinemas dos EUA em 21 de Junho de 1996; no Brasil em 28 de Junho de 1996; em Portugal em 29 de Novembro de 1996, com críticas positivas. Algumas críticas, porém, foi fornecida por fãs do romance de Victor Hugo, que estavam muito descontentes com as mudanças que a Disney fez no material. Críticos como Arnaud Later, um dos principais estudiosos em Hugo, acusou a Disney de simplificar, editar e censurar a novela em muitos aspectos, incluindo as personalidades dos personagens. Em sua análise, escreveu mais tarde que os animadores "não têm confiança suficiente em seu próprio sentimento emocional" e que o filme "recai sobre clichês." O Daily Mail de Londres chamou o Corcunda de Notre Dame "O filme mais escuro da Disney, com uma atmosfera que permeia de tensão racial, religiosa intolerância e histeria popular" e "a melhor versão ainda do romance de Hugo, uma obra de arte dos desenhos animados, e um dos grandes filmes musicais ".
Em VHS, o filme foi lançado no Brasil pela coleção Masterpiece Collection em 9 de Abril de 1997. Foi um dos últimos lançamentos da Abril Vídeo, que tinha lançado todos os longas da Disney e de outros estúdios desde 1983.
Foi lançado em DVD no início de 2002 e pela primeira vez em Disney Blu-ray em maio de 2013, com sua sequência O Corcunda de Notre Dame 2 numa Coleção com 2 filmes.

### Bilheteria
O Corcunda de Notre Dame foi um grande sucesso de bilheteria e se tornou o quinto filme mais visto nos cinemas no ano de 1996.
O filme arrecadou $325,338,851 mundialmente ($100,138,851 nos EUA e $225,200,000 em outros países).

## Sequência
Uma sequência do filme foi lançada diretamente em vídeo em 2002, ela foi intitulada de O Corcunda de Notre Dame II.

## Prêmios e indicações
Oscar 1997 (EUA)
- Recebeu uma indicação na categoria de melhor trilha sonora - comédia/musical.

Globo de Ouro 1997 (EUA)
- O filme recebeu uma indicação na categoria de melhor trilha sonora.

Prêmio Saturno 1997 (Academy of Science Fiction, Fantasy & Horror Films, EUA)
- Indicado na categoria de melhor filme de fantasia.

BMI Awards (EUA)
- BMI Film Music Award (venceu)

Young Artist Award (EUA)
- Melhor Filme para Família - Animação (indicado)

## Outras produções
Quasimodo, Esmeralda, Victor e outros personagens aparecem na série O Point do Mickey que foi exibida pelo Disney Channel nos EUA e pelo SBT e Rede Globo no Brasil.
Frollo também pode ser visto entre outros vilões da Disney no filme de 2002 Mickey's House of Villains.
O jogo The Hunchback of Notre Dame: Topsy Turvy Games foi lançado em 1996 pela Disney Interactive para PC e Nintendo Game Boy. Um mundo baseado no filme está presente na série de jogos Kingdom Hearts no jogo Kingdom Hearts 3D: Dream Drop Distance.
O filme ganhou uma versão nos teatros, no musical alemão Der Glöckner von Notre Dame,que estreou em 1999, em Berlim, na Alemanha, produzido pela Walt Disney Theatrical, primeiro musical da empresa fora dos EUA. Ele ficou em cartaz por três anos, tornando-se um dos musicais de maior duração de Berlim. O musical é mais fiel ao livro, tendo um tom mais sombrio e com Esmeralda morrendo no final.
Em 2019, a Disney anunciou que iria fazer um remake do filme em live action, assim como outros filmes do estúdio. Josh Gad seria o produtor da adaptação e David Henry Hwang escreveria o roteiro. Mas em 2023, o projeto foi cancelado pela Disney. Segundo a imprensa americana, o motivo do cancelamento foi porque o CEO da Disney, Bob Iger, não gosta muito do filme original e com isso decidiu não dar continuidade ao remake.